# Escut dels Plans de Sió
L'escut oficial dels Plans de Sió té el següent blasonament:
Escut caironat partit: primer de sinople, tres palles d'or posades en pal i en barra i en banda; segon d'or. Un aranyó de sable. Per timbre una corona mural de poble.
Va ser aprovat el 6 de setembre de 1994. El municipi dels Plans de Sió es va formar el 1974 amb la unió de les Pallargues (la capital actual) i l'Aranyó. Les armes (les palles i l'aranyó) són parlants i fan referència als dos pobles esmentats.